# 형지에스콰이아
형지에스콰이아(영어: Hyungji Esquire)은 1961년에 설립을 한 대한민국의 제화기업이다.